# Javon Francis
Javon Francis (14 dicembre 1994) è un velocista giamaicano.

## Palmarès
| Anno | Manifestazione          | Sede           | Evento        | Risultato  | Prestazione | Note                                     |
| ---- | ----------------------- | -------------- | ------------- | ---------- | ----------- | ---------------------------------------- |
| 2012 | Mondiali juniores       | Barcellona     | 400 m piani   | 9º         | 47"57       |                                          |
| 2012 | Mondiali juniores       | Barcellona     | 4×400 m       | 5º         | 3'07"31     |                                          |
| 2013 | Mondiali                | Mosca          | 400 m piani   | Semifinale | 45"62       |                                          |
| 2013 | Mondiali                | Mosca          | 4×400 m       | Argento    | 2'59"88     |                                          |
| 2015 | World Relays            | Nassau         | 4×400 m       | 4º         | 3'00"23     |                                          |
| 2015 | Mondiali                | Pechino        | 400 m piani   | Semifinale | 44"77       |                                          |
| 2015 | Mondiali                | Pechino        | 4×400 m       | 4º         | 2'58"51     |                                          |
| 2016 | Giochi olimpici         | Rio de Janeiro | 400 m piani   | Semifinale | 44"96       |                                          |
| 2016 | Giochi olimpici         | Rio de Janeiro | 4×400 m       | Argento    | 2'58"16     |                                          |
| 2017 | World Relays            | Nassau         | 4×400 m       | Bronzo     | 3'02"86     |                                          |
| 2018 | Mondiali indoor         | Birmingham     | 400 m piani   | Semifinale | 46"73       |                                          |
| 2018 | Giochi del Commonwealth | Gold Coast     | 400 m piani   | Bronzo     | 45"11       | Miglior prestazione personale stagionale |
| 2018 | Giochi del Commonwealth | Gold Coast     | 4×400 m       | Bronzo     | 3'01"97     |                                          |
| 2019 | World Relays            | Yokohama       | 4×400 m       | Argento    | 3'01"57     | [ 1 ]                                    |
| 2019 | Giochi panamericani     | Lima           | 4×400 m       | 6º         | 3'06"83     |                                          |
| 2019 | Mondiali                | Doha           | 4×400 m       | Argento    | 2'57"90     | [ 1 ]                                    |
| 2019 | Mondiali                | Doha           | 4×400 m mista | Argento    | 3'11"78     | Record nazionale                         |
| 2022 | Giochi del Commonwealth | Birmingham     | 4×400 m       | Finale     | dq          |                                          |
| 2022 | Campionati NACAC        | Freeport       | 4×400 m       | Argento    | 3'05"47     |                                          |